# Madeleine Weber
Madeleine Weber es una escultora francesa, nacida el 1 de septiembre de 1933 en Saigón. Vivió desde 1958 en Oise y se instaló definitivamente en Liancourt-Saint-Pierre. Fue la esposa del pintor Roland Weber muerto prematuramente en 1988 .

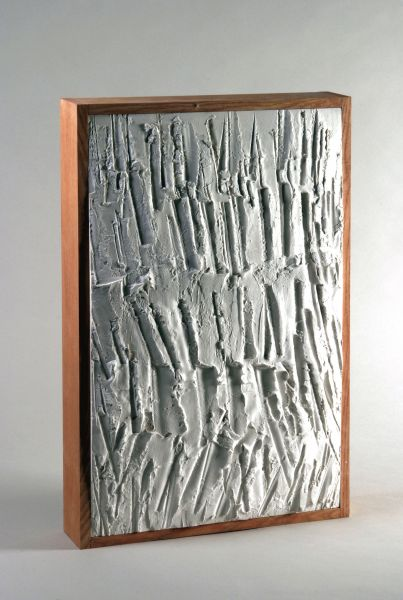
Remous - escayola enmarcada en madera 59x37,5x7,5 cm (2005)

## Datos biográficos
Fue miembro activo del grupo de artistas Jacob ou la persuasion - Jacob o la persuasión (con Hermann Amann, Antonio Ballester, Jean Dupanier, Jean-Claude Marquette, Quentin Quint , Gil Joseph Wolman y Roland Weber) que tomaron su nombre de un poema de Louis Aragon y trabajaron en la década de 1970 .
Ella declaró: Tres escultores me impresionaron. Rodin por su sentido de lo sobrehumano, Arp por su luz, Giacometti en su búsqueda incesante de lo humano.·
Y precisa: Pero los pintores, escritores, conocidos o menos conocidos, han sido más importantes para mí, así como algunas personas que no se dedican a nada de esto.·
En sus últimas intervenciones cita a Brancusi. 

## Exposiciones y catálogos
Exposiciones personales
Entre las exposiciones más importantes en que ha participado la escultora Madeleine Weber se encuentran aquellas en que mostró su obra de forma personal. Citaremos las primeras celebradas en la Galería Charley Chevalier de París: el año 1977 , bajo el título Madeleine, sculptures, dessins y el año 1980, bajo el título Espacio interno y externo  junto a Roland Weber. Otros tres años pasaron hasta presentar en 1983 la muestra Espacio curvado y verticalidad - Espace courbe et verticalité, en la Galería Spiess de París.
En 1995 presentó sus esculturas junto con Bertrand Créac’h en el Espacio Buzanval de la Villa de Beauvais. Al año siguiente, dentro de la muestra retrospectiva les Années 60, dedicada al desaparecido Roland Weber , se pudieron ver de nuevo algunas esculturas de Madeleine en el patio de armas de Pont-de-l'Arche (Eure). En el 1998 repitió con Bertrand Créac’h en una muestra presentada bajo el título Deux sculpteurs : Créac’h et Weber en Malassise, Oise.
El año 2006 fue de mucha actividad e importancia en cuanto a las muestras presentadas en el departamento de Oise :Lumière et mouvement fue una exposición organizada en Noyon, que distribuyó obras en cinco lugares de la ciudad: claustro del Hôtel-Dieu, Musée du Noyonnais, Catedral, Centro cultural "Le Chevalet" y Collège Pasteur; dentro de las Journées du Patrimoine -(Jornadas europeas del patrimonio) se vieron esculturas de Madeleine Weber y pinturas de Roland Weber en Chaumont-en-Vexin; y por último la Catedral de Noyon acogió sus obras en el marco de la muestra Diálogos con lo visible: 5 artistas en 5 iglesias del Oise  (Dialoguons avec le visible, 5 artistes dans 5 églises de l’Oise).
Otras muestras individuales de la artista tuvieron lugar dentro de las jornadas de Puertas abiertas del taller, dentro del evento Invitations d'artistes organizadas por el Consejo regional de Picardía el año 2007 y Veines & tracés de 2009 organizada en el Museo Antoine Vivenel (Musée Antoine Vivenel) de Compiègne.
Exposiciones de grupo o colectivas
La actividad expositora de Madeleine Weber ha sido una constante, comenzó con una 
colectiva el año 1971 en la Maladrerie de Saint-Lazare, Beauvais. A esta siguieron en orden cronológico:
- 1972 Por un reencuentro - Pour une rencontre , en el Teatro Le Palace , París 9º distrito
- 1972 Jacob ou la Persuasion , 4ª parte, Galería Weiller, París 6º distrito
- 1972 Nous vivons avec (Vivimos con), Instituto Nacional de Educación Popular, Marly-le-Roi
- 1974 Les sculpteurs (con Ballester y Gustin), Galería Weiller, París 6º distrito
- 1975 Visions 75 , Casa de la Juventud y la Cultura de la Ciudad de Beauvais
- 1976 Si tu es tu es (Si usted es), con Jacob ou la Persuasion, Galería Agathe Bluet L55, París 16º distrito
- 1976 Contrastes , Centro Cultural del barrio del Marais, de París 3º distrito
- 1978 FIAC 78, Feria internacional de arte contemporáneo con la Galería Spiess[nota 4]
- 1984 Movimiento de la luz, movimiento del color - Mouvement de la lumière Mouvement de la couleur , en el ayuntamiento, La Baule
- 1985 Nueva ruptura pigmentaria de la pintura - Nouvelle rupture pigmentaire de la Peinture ( ) , Galería Spiess, París 8º distrito
- 1986 FIAC 86, Galería Spiess
- 1987 SAGA 87, Galería Spiess
- 1988 Expositions simultanées (exposiciones simultáneas) , Galería Spiess, París 8º distrito
- 1989 "LINE ART", Gante , Bélgica
- 1990 SAGA 90, Galería Spiess
- 1995 Diez de aquí - Dix d'ici (Pascal Bruandet, Bertrand Créac'h , Jérôme Ghesquière, Marie-Christine Goussé, Luc Legrand, Antoinette Lepage, Odile Levigoureux, Édith Meusnier , Philippe Playe , Madeleine Weber), Centro Cultural de Compiègne , y Galería del Espacio Buzanval, Villa de Beauvais
- Salón de Nuevas Realidades[nota 5], 1997, 1998, 1999, 2000, 2001
- 1997 Casa de las Artes - Maison des Arts de Bédarieux (Hérault)
- 1997 Jornadas de puertas abiertas de los talleres, evento de muestra de los talleres de artistas organizado por el Consejo General del Oise
- 1999 Tres escultores Creac'h , Milovanovic y Weber, Malassise, Oise
- 2001 Portes ouvertes d'ateliers, estudio de Pernette Lézine, del 30 de noviembre al 2 de diciembre, París 13º distrito
- 2003 Diez visiones del espacio - Dix visions de l'espace (Pascal Bruandet, Pascal Catry, Paolo Santini, Marc Gerenton , Alain Jacomy, Brigitte Romaszko, Tchen Chiyao, Tégé, Madeleine Weber, Georges Zygel), Espacio Jean Legendre, Compiègne
- 2008 Los jARTdines de Montagny - les jARTdins de Montagny , Montagny-en-Vexin

El periplo de exposiciones colectivas concluye el año 2011 con Cielo abierto 2 - Ciel ouvert 2 - celebrada a cielo abierto con obras de Laurence Granger y Adriana Wattel en el marco de las Invitaciones a artistas organizado por el Consejo Regional de Picardía , en Pontpoint , Oise 
Portafolios y catálogos
- Portafolio Journal d'une exposition suite à la 4ème exposition de Jacob ou la persuasion consacrée aux sculpteurs Ballester, Gustin et Madeleine Weber  (Diario de una exposición con motivo de la cuarta exposición de Jacob o la persuasión consagrado a los escultores Ballester, Gustin y Madeleine Weber) , poemas, textos de Madeleine Weber y entrevista, 17 de abril de 1974
- Portafolio de Madeleine, sculptures, dessins suite à l'exposition, dessin explicatif et texte de Madeleine Weber , Galerie Charley Chevalier, 1977 Cartera de Madeleine, esculturas, dibujos siguiendo a la exposición, dibujo explicativo y texto « Sculpter dessiner écrire » (Esculpir dibujar escribir) por Madeleine Weberrecuperado de un diario de Jacob et la persuasion , Galería Charley Knight , 1977
- l'Espace est dehors et dedans ( El espacio es exterior e interior) Madeleine y Roland Weber con motivo de la exposición, Galería Charley Chevalier, 1980
- Catálogo Madeleine Weber, esculturas con motivo de la exposición « Espace courbe et verticalité » (curva el espacio y vertical), texto de Madeleine Weber, Galería Spiess, 1983
- Catálogo Madeleine Weber, Lumière et mouvement - Sculptures editado para la exposición de Noyon, textos de Barbara Sibille y Bernard Billa, 2006
- Catálogo Madeleine Weber, Veines & tracés editado con motivo de la exposición del Museo Antoine Vivenel de Compiègne , texto de Éric Blanchegorge y citas de Madeleine Weber, 2009